# Bahnhof Komaki
Der Bahnhof Komaki (jap. 小牧駅, Komaki-eki) ist ein Bahnhof auf der japanischen Insel Honshū. Er wird von der Bahngesellschaft Meitetsu (Nagoya Tetsudō) betrieben und befindet sich in der Präfektur Aichi auf dem Gebiet der Stadt Komaki nördlich von Nagoya.

## Verbindungen
Komaki ist ein Zwischenbahnhof an der Meitetsu Komaki-Linie, die Kami-iida mit Inuyama verbindet. An ihrem südlichen Ende in Kami-Iida wird sie zur Kami-Iida-Linie der U-Bahn Nagoya durchgebunden, die die U-Bahnhof Heian-dōri in der Innenstadt Nagoyas führt. Beide Linien werden gemeinsam von der Bahngesellschaft Meitetsu betrieben. Der Bahnhof Komaki liegt am Übergang zwischen dem suburbanen und dem eher ländlich geprägten Teil der Strecke, weshalb der Fahrplan unterschiedlich dicht ist. In Richtung Inuyama wird während des ganzen Tages ein fester Viertelstundentakt angeboten. In Richtung Nagoya fahren die Züge tagsüber ebenfalls alle 15 Minuten. Dieser Takt wird während der Hauptverkehrszeit auf sieben bis acht Minuten verdichtet, abends auf zehn Minuten.
Komaki ist ein Knotenpunkt des lokalen und regionalen Busverkehrs. Am Rand des östlichen Vorplatzes befindet sich ein Busterminal mit mehreren Bussteigen, die von über einem Dutzend Linien der Gesellschaften Aoi Kōtsū, Meitetsu Bus und Komaki Junkai Bus bedient werden.

## Anlage
Der Tunnelbahnhof befindet sich im zentralen Stadtteil Chūō, der von Läden und Wohngebäuden geprägt ist. Wenige hundert Meter westlich befinden sich das Menard Art Museum und die im 16. Jahrhundert für Oda Nobunaga erbaute Burg Komakiyama. Die unterirdische, von Süden nach Norden ausgerichtete Anlage liegt unter einem siebengeschossigen Multifunktionsgebäude, das ein Hotel, ein rund um die Uhr geöffnetes Parkhaus, ein Fitnessstudio und eine Außenstelle der Stadtverwaltung enthält. Vor diesem Gebäude erstreckt sich ein weitläufiger Platz namens Melody Plaza, der Fußgängern vorbehalten ist.
Die ebenerdige Verteilerebene, die mehrere Läden umfasst, dient als Zugang zur unterirdischen Bahnsteigebene. Dort liegen drei Gleise an einem Mittelbahnsteig und an einem Seitenbahnsteig. Ein nach Norden führendes Ausziehgleis dient zum Wenden von Zügen. Der Streckenabschnitt südlich von Komaki ist zweigleisig ausgebaut, jener nördlich davon besitzt nur ein Gleis. Bis 2020 stand vor dem Bahnhofsgebäude die südliche Endstation des Peachliners, einer mittlerweile stillgelegten Leitschienenbahn zur Großwohnsiedlung Tōkadai New Town.
Im Fiskaljahr 2019 nutzten durchschnittlich 11.278 Fahrgäste täglich den Bahnhof.

## Bilder

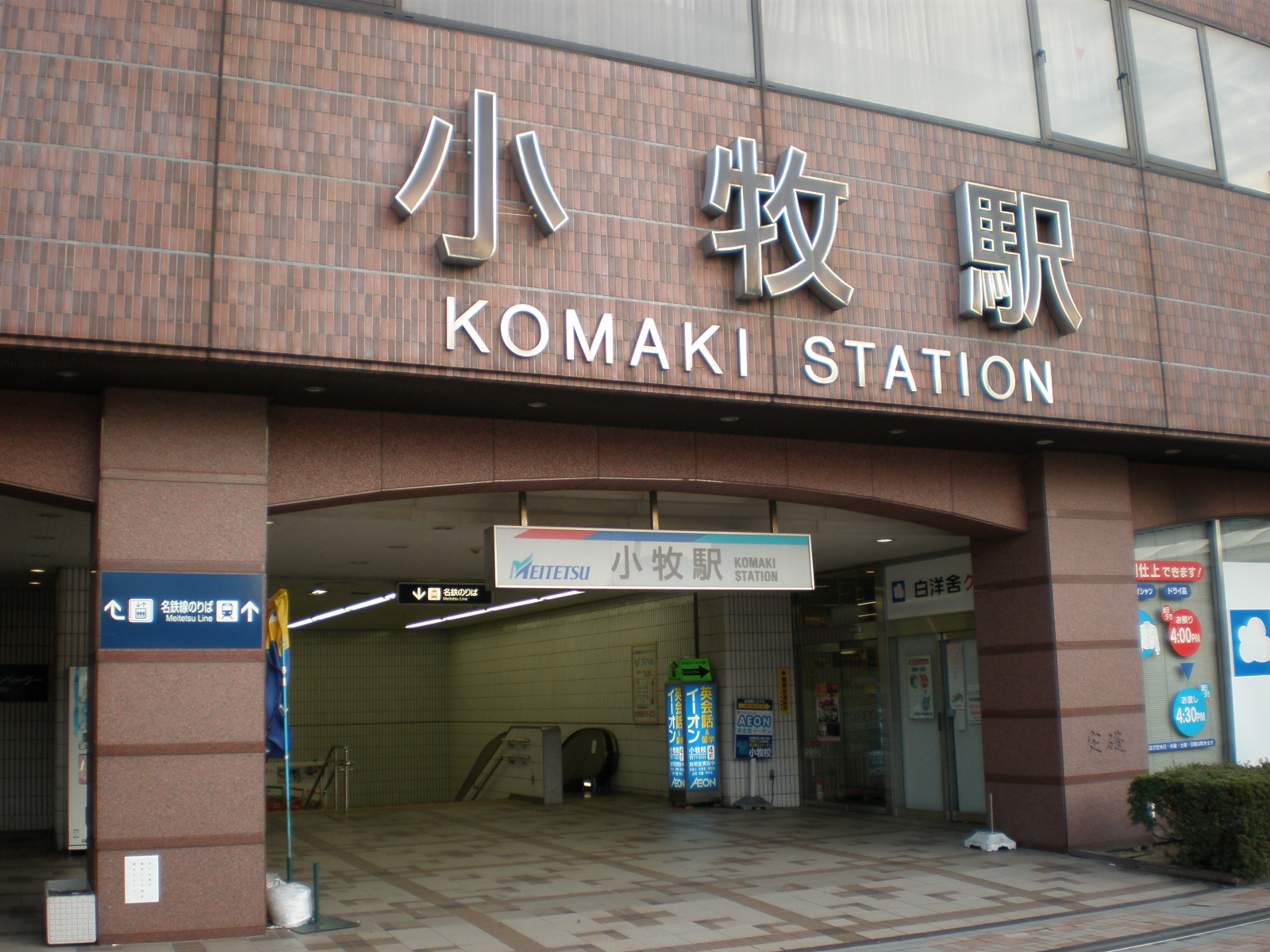
Westeingang
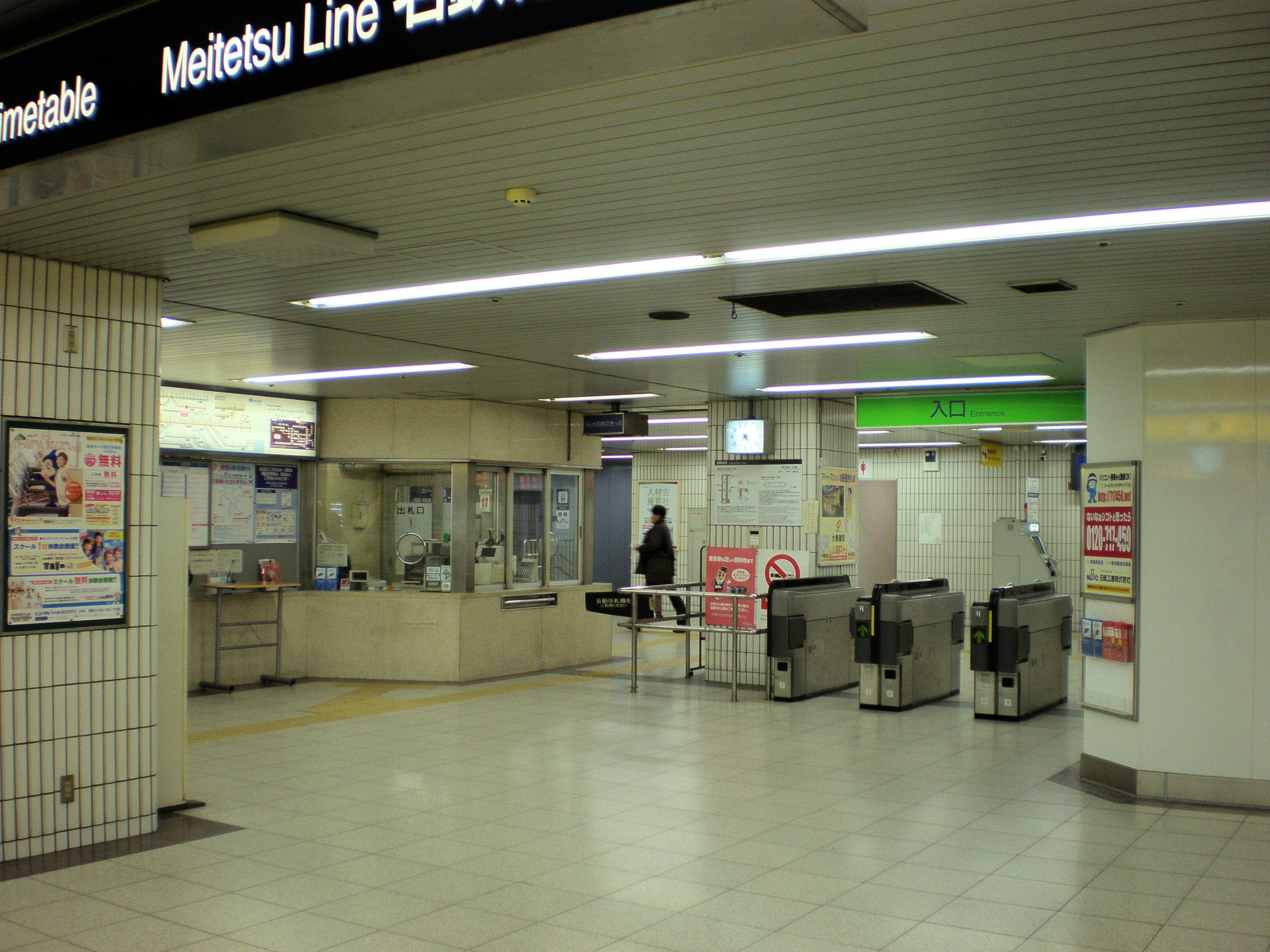
Bahnsteigsperren
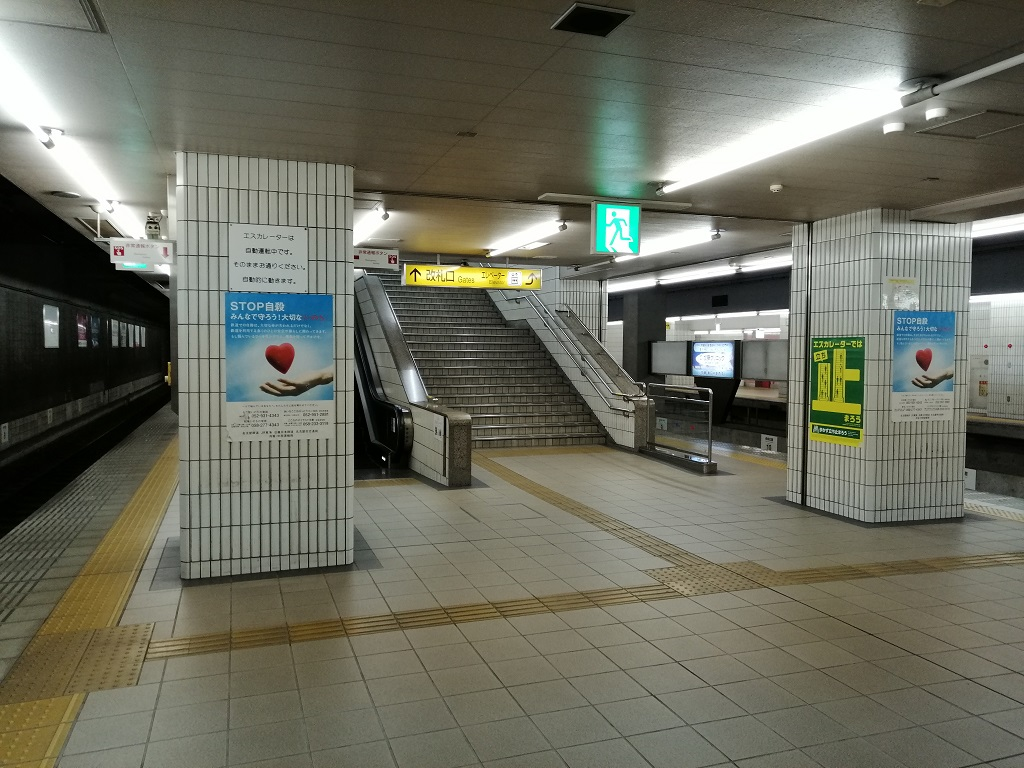
Mittelbahnsteig
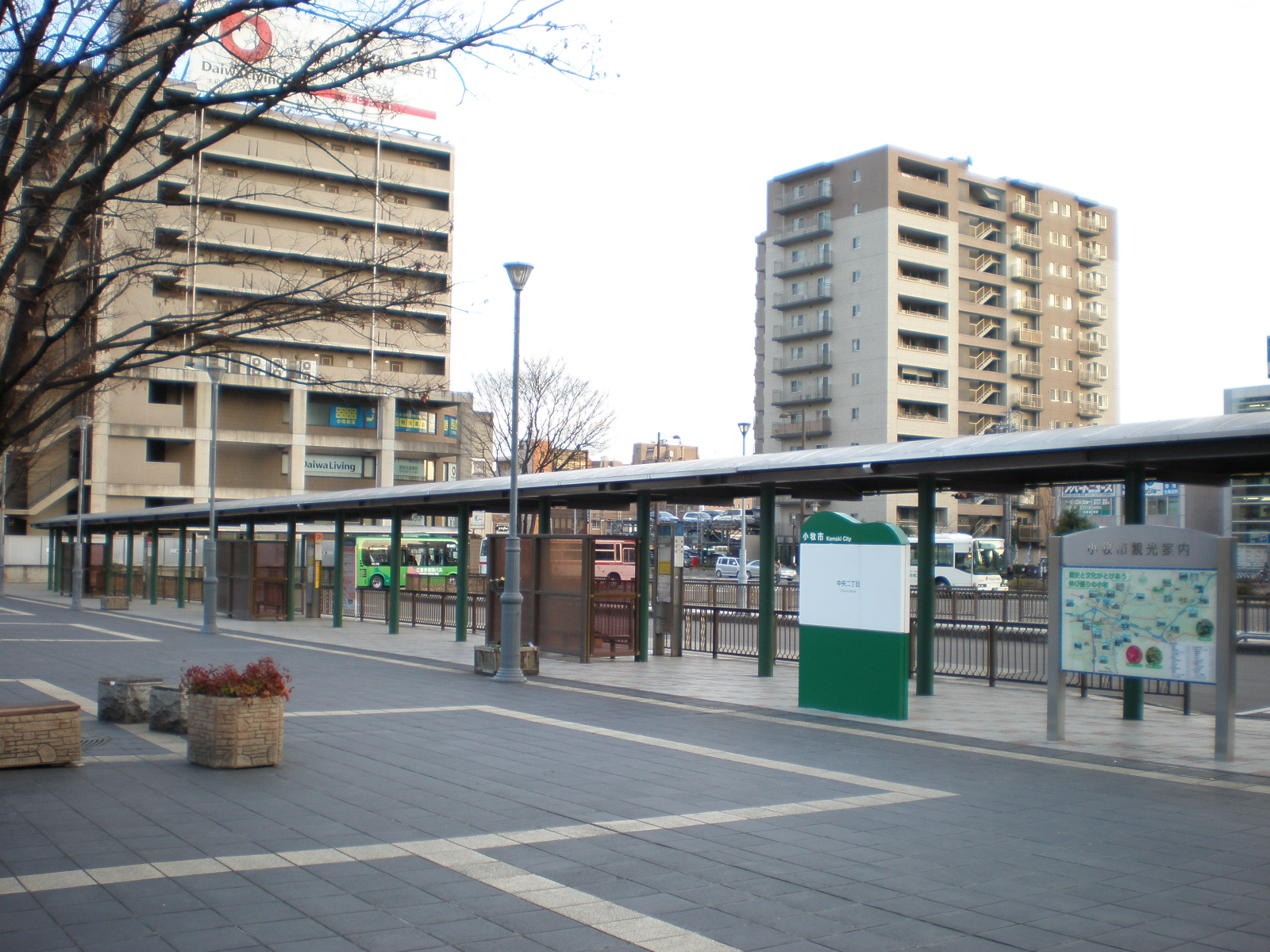
Busterminal
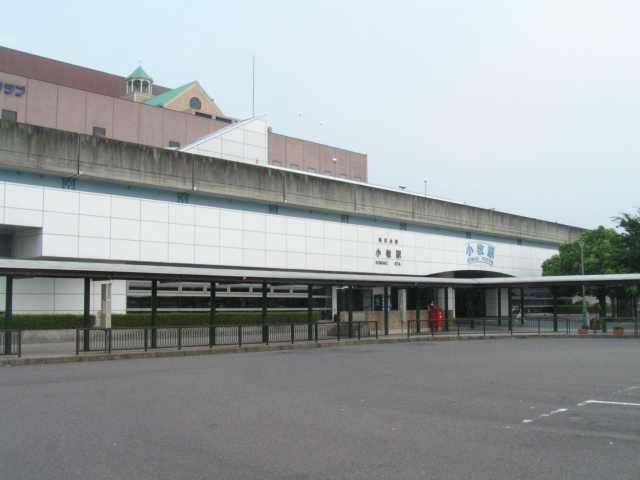
Ehemalige Peachliner-Station
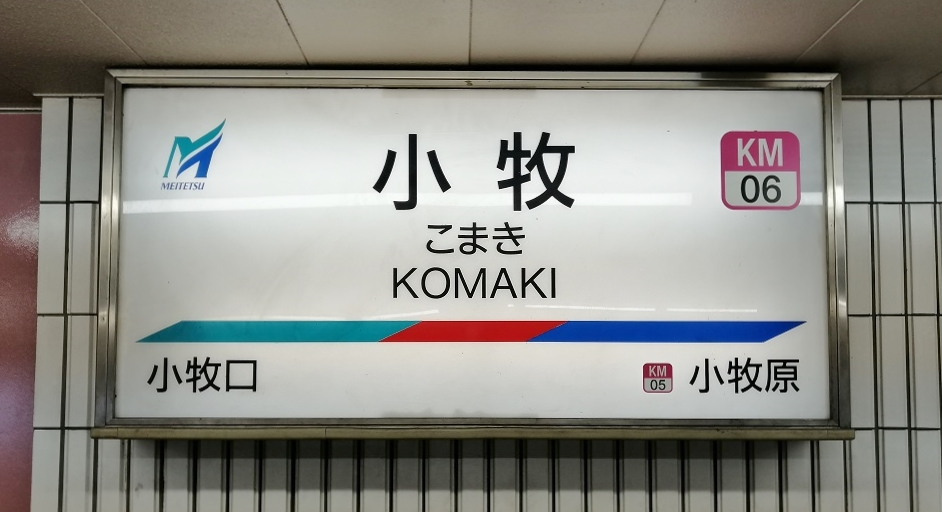
Bahnhofsschild

## Gleise

Gleisplan

| 1/2 | ▉ Meitetsu Komaki-Linie | Inuyama                |
| 2/3 | ▉ Meitetsu Komaki-Linie | Kami-Iida • Heian-dōri |

## Linien
| Verlauf der Meitetsu Komaki-Linie |
| --- |
| Kami-Iida • Ajima • Ajiyoshi • Kasugai • Ushiyama • Manai • Komakiguchi • Komaki • Komakihara • Ajioka • Tagata-jinja-mae • Gakuden • Haguro • Inuyama |

## Geschichte
1920 eröffnete die Nagoya Denki Tetsudō (eine Vorgängerin der heutigen Meitetsu) einen Bahnhof in Komaki, der die östliche Endstation der Iwakura-Zweiglinie war und westlich des Stadtzentrums lag. Um nach Nagoya zu gelangen, war ein längerer Umweg über Iwakura erforderlich. Die Bahngesellschaft, die seit 1930 als Meigi Tetsudō und ab 1935 als Meitetsu firmierte, eröffnete am 11. Februar 1931 den ersten Abschnitt der später so bezeichneten Komaki-Linie. Diese Strecke führte östlich am damaligen Stadtzentrum vorbei und verband zunächst Kami-Iida mit dem Bahnhof Shin-Komaki (新小牧). Die Verlängerung nach Inuyama folgte am 29. April desselben Jahres. Somit verfügte die Stadt Komaki über zwei Bahnhöfe an zwei nicht miteinander verbundenen Strecken, die beide im Besitz derselben Gesellschaft waren. 1943 beantragte die Meitetsu mit Unterstützung der Kaiserlich Japanischen Armee den Bau einer Zweigstrecke, die Shin-Komaki mit dem Heeresarsenal in Takaki (heute zu Kasugai gehörend) verbinden und eine neu zu errichtende Industriestadt erschließen sollte. Zwei Jahre später genehmigte die Regierung dem Antrag für einen 4,4 km langen Abschnitt. Der Beginn der Bauarbeiten verzögerte sich bis Oktober 1944. Am Ende des Pazifikkriegs im August 1945 war etwa die Hälfte des Gleisbetts fertiggestellt, worauf die Arbeiten eingestellt wurden.

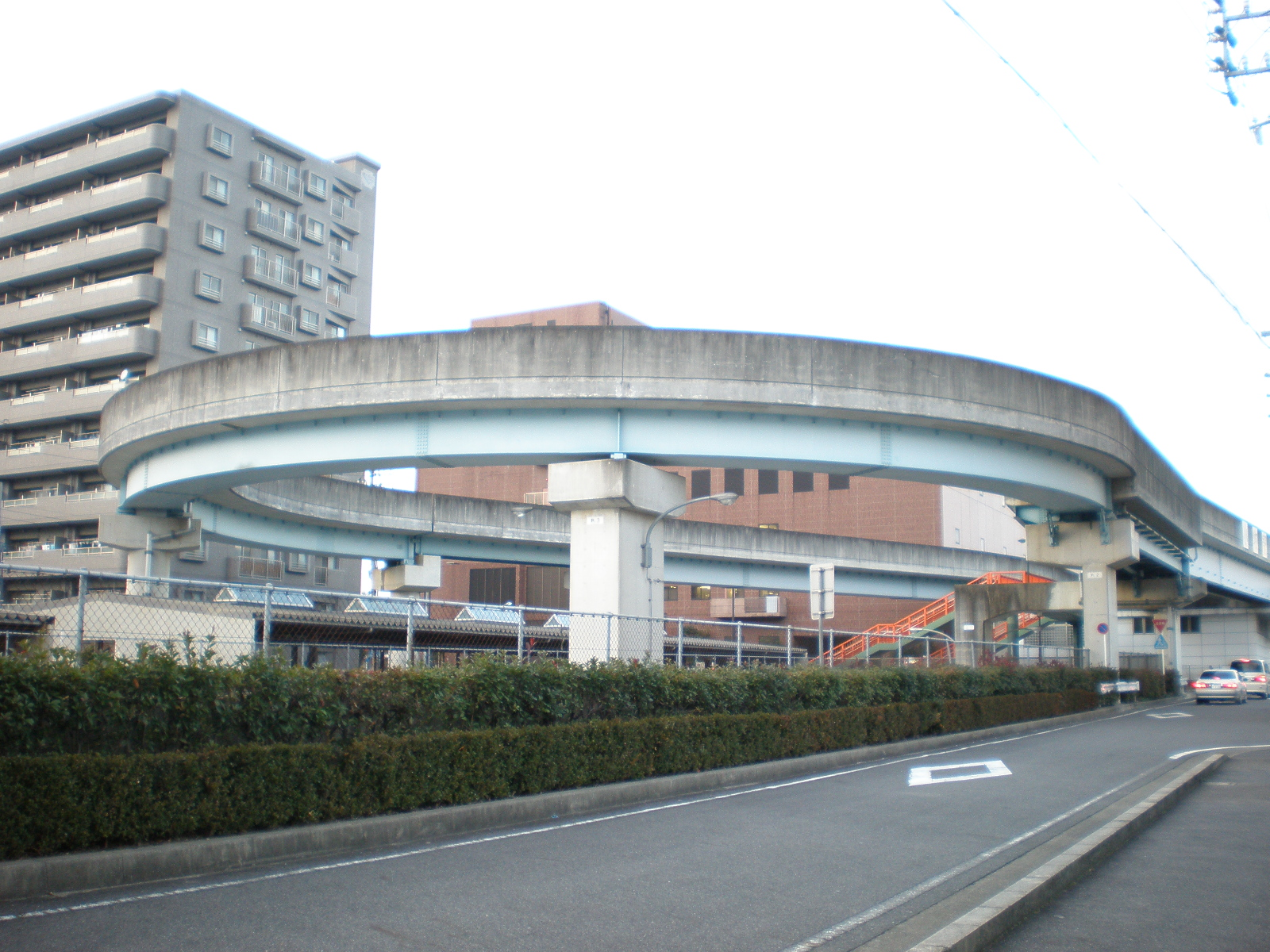
Ehemalige Peachliner-Wendeschleife

Ebenfalls gegen Ende des Pazifikkriegs begann der Bau einer kurzen Verbindungsstrecke zwischen der Iwakura-Zweiglinie und dem Bahnhof Shin-Komaki an der Komaki-Linie. Diese ging am 1. Mai 1945 in Betrieb, während der nicht mehr genutzte Kopfbahnhof der Iwakura-Zweiglinie stillgelegt wurde. Damit verbunden war am selben Tag auch die Umbenennung des Bahnhofs Shin-Komaki in Komaki. Am 26. April 1964 legte die Meitetsu die Iwakura-Zweiglinie still und 1968 gab sie den Güterumschlag auf. 1977 begannen städtebauliche Planungen im Zusammenhang mit der Modernisierung des Stadtzentrums. Darin enthalten war auch eine Neutrassierung der Komaki-Linie, wodurch zahlreiche höhengleiche Bahnübergänge aufgehoben werden sollten. Ab 1983 entstand etwa 150 Meter östlich des bisherigen ebenerdigen Bahnhofs ein neuer Tunnelbahnhof mit den dazu gehörenden Zulaufstrecken. Die Inbetriebnahme erfolgte am 23. April 1989. Das Bahnhofsgebäude mit dem Meitetsu Komaki Hotel war im November 1990 fertiggestellt.
Zur Erschließung der sich im Aufbau befindlichen Großwohnsiedlung Tōkadai New Town entstand auch der Peachliner, eine spurgeführte Leitschienenbahn auf Gummireifen. Sie wurde am 25. März 1995 eröffnet und hatte ihre südliche Endstation unmittelbar vor dem Bahnhofsgebäude am Rand der Melody Plaza; daran angebaut war eine aufgeständerte Wendeschleife. Aufgrund zahlreicher planerischer Fehler erfüllten weder die Siedlung noch der Peachliner die in sie gesetzten Erwartungen. Die Bahn war nie rentabel und wurde am 30. September 2006 außer Betrieb gesetzt. Anschließend blieben die Anlagen mehrere Jahre ungenutzt stehen. Die Endstation und Teile des Viadukts wurden 2020 abgebrochen, die Wendeschleife steht noch.